# 木村俊一 (数学者)
木村 俊一（きむら しゅんいち、1963年- ）は、日本の数学者、広島大学教授。専門は代数幾何。
京都府出身。洛星高等学校卒。1985年東京大学理学部卒業、同大学院理学系研究科修士課程修了。シカゴ大学にてPh.D.取得。マサチューセッツ工科大学客員助教授、ユタ大学客員助教授、ヴァージニア大学、マックス・プランク研究所客員研究員、広島大学理学研究科講師、准教授、教授。

## 著書
- 『数術師伝説』平凡社 1999　「数学の魔術師たち」角川ソフィア文庫、2016
- 『天才数学者はこう解いた、こう生きた 方程式四千年の歴史』講談社選書メチエ 2001　のち講談社学術文庫
- 『算数の究極奥義教えます 子どもに語りたい秘法』講談社 2003
- 『無限のスーパーレッスン』講談社 2007
- 『ガロア理論』共立出版 数学のかんどころ 2012
- 『連分数のふしぎ 無理数の発見から超越数まで』講談社ブルーバックス 2012

### 共編著
- 『留学は人生のリセット 13人の寄り道ファイル』小島亮共編 平凡社 2000
- 『「数学女子」まなちゃんの大学数学基礎ゼミナール―論理と集合 論理と集合』安田まさえ共著　講談社 2016